# Литвинова Рената Муратівна
Рена́та Мура́тівна Литви́нова (нар. 12 січня 1967 р) — російська акторка, драматургиня та режисерка. Лауреатка Державної премії Росії (2001) за роль у серіалі «Кордон. Тайговий роман».

## Біографія
Народилася 12 січня 1967 р. в Москві. 
Закінчила Всесоюзний державний інститут кінематографії (1989).
Авторка сценарію фільмів: «Ленінград. Листопад» (1990, у співавторстві), «Нелюбов» (фільм, 1991), «Трактористи-И» (1992, у співавторстві), «Принциповий та жалісливий погляд» (1995).
Знімалась у фільмах української режисерки Кіри Муратової «Захоплення» (1993, Лілія; Приз за найкращий акторський дебют і спеціальний приз спонсорів за найкращу жіночу роль МКФ «Кінотавр», 1994, «Вікно в Європу» (Виборг, 1994) «Ніка-94»), «Три історії» (1997, новела «Офелія», авторка сценарію), «Настроювач», «Два в одному», «Мелодія для шарманки», «Вічне повернення».
Серед повнометражних художніх стрічок режисерки такі фільми як: «Богиня: як я покохала» (2004), «Остання казка Рити» (2012), «Північний вітер» (2021). В усіх трьох стрічках Литвинова є режисеркою, авторкою сценарію та виконавицею головної ролі. Також у 2008 році був випущений повнометражний музичний фільм «Зелений театр в Земфірі». Фільм був повністю побудований на відеоматеріалах одного концерту Земфіри.
25 лютого 2022 року, після початку повномасштабного наступу Росії на Україну, опублікувала на своїй сторінці Instagram повідомлення «Ні війні». Згодом вона покинула Росію, а її заплановані спектаклі у Санкт-Петербурзі були скасовані.
23 квітня 2022 року опублікувала відео «Когда же Вы наконец поймёте?» з антивоєнною піснею «Sag mir wo die Blumen sind», яку в свій час виконувала Марлен Дітріх.
19 травня 2022 року Земфіра випустила антивоєнну пісню «Мясо», відеоряд до якої складався повністю з ілюстрацій російського вторгнення в Україну. Роботи до відеоряду виконала Рената Литвинова.
Наразі проживає у Парижі.

## Особисте життя
Перший чоловік Литвинової - кінопродюсер Олександр Антипов (нар. 1970). Пара одружилась у 1996 році. Проте вже через рік, у 1997, вони розлучились.
У 2001 році одружилася з бізнесменом Леонідом Добровським (нар. у 1965). У 2002 році народила доньку Уляну. у 2007 році шлюб розпався. Після розлучення донька Уляна залишилася з Литвиновою.
Уляна Леонідівна Добровська навчалася у Франції, а згодом вступила на факультет моди у Королівську академію витончених мистецтв у Антверпені. Вона також знімається у короткометражних та повнометражних фільмах Ренати.
У березні 2021 року на Youtube-каналі Tatler Russia вийшла програма «Детектор брехні», де Рената Литвинова зробила камінг-аут як бісексуалка.
З березня 2022 року проживає з Земфірою у Парижі.